# Бюджетное ограничение

Бюджетная прямая, где: и

Бюджетное ограничение (англ. Budget constraint) — уравнение или в общем случае неравенство, описывающее бюджетное множество, то есть множество наборов благ, которые потребитель может приобрести при заданном уровне дохода. Бюджетное ограничение задает подмножество множества допустимых альтернатив, внутри которого потребитель осуществляет оптимальный выбор в соответствии со своими предпочтениями.

## Определение
В теории потребительского поведения бюджетное ограничение в общем случае задается неравенством вида:
{\displaystyle p\cdot x\leq w},
где: {\displaystyle w} — доход (не обязательно денежный); {\displaystyle p=(p_{1},...p_{L})} — вектор цен на отдельные блага; {\displaystyle x=(x_{1},...x_{L})} — количество приобретаемых благ. Под произведением в данном случае понимается скалярное произведение векторов.

Индивид будет потреблять в (Qx, Qy).

Поскольку речь идет о благах, то предполагается, что значения {\displaystyle x_{l},\,l=1,2,...L} не могут быть отрицательными. Это означает, что бюджетное ограничение неявно дополнено неравенствами вида:
{\displaystyle x_{l}\geq 0,\,l=1,2,...L}
В случае двух благ бюджетное ограничение можно записать следующим образом:
{\displaystyle p_{1}x_{1}+p_{2}x_{2}\leq w}
Если выполнены условия неотрицательности {\displaystyle x_{1}\geq 0} и {\displaystyle x_{2}\geq 0}, то геометрически бюджетное множество представляет собой треугольник, расположенный в первой четверти координатной плоскости и ограниченный осями координат и участком прямой {\displaystyle p_{1}x_{1}+p_{2}x_{2}=w}, расположенной между осями.

## Свойства бюджетного ограничения
1. Математически бюджетное множество является компактом, то есть замкнуто и ограничено. Тогда в случае непрерывности функции полезности теорема Вейерштрасса гарантирует существование набора благ, при котором функция достигает максимума. То есть у потребителя существует оптимальный выбор.
2. Угол наклона прямой, ограничивающей бюджетное множество, в случае набора из двух благ равен соотношению цен {\displaystyle -p_{1}/p_{2}}. В точке оптимума угол наклона равен предельной норме замещения для кривой безразличия.
3. Если предпочтения и соответствующая им функция полезности монотонны, то оптимум достигается на границе. Тогда бюджетное ограничение может быть сведено к равенству {\displaystyle p\cdot x=w}, называемому бюджетной прямой.
4. Увеличение дохода приводит к сдвигу бюджетного ограничения вправо-вверх, а уменьшение — к сдвигу влево-вниз.
5. Изменение цен приводит к изменению угла наклона и повороту бюджетного ограничения.
6. В случае двух благ бюджетное ограничение пересекает ось {\displaystyle x} в точке {\displaystyle w/p_{1}}, а ось {\displaystyle y} в точке {\displaystyle w/p_{2}}.
7. Бюджетное ограничение линейно-однородно. При умножении цен {\displaystyle p} и дохода {\displaystyle w} на одно и тоже число {\displaystyle \lambda >0} бюджетное ограничение содержательно не изменяется, так как задает то же самое бюджетное множество: {\displaystyle p\cdot x\leq w\iff \lambda p\cdot x\leq \lambda w}.

## Другие разделы экономики
Бюджетное ограничение является достаточно общим понятием. Оно может применяться к любой ситуации, где возникает задача выбора некоторого набора благ, имеющих заданные цены, при условии, что доход агента ограничен. Например, бюджетное ограничение государства может быть задано с одной стороны предоставлением некоторого набор общественных благ и/или трансфертов, а другой — величиной налогов, которое государство собирает с экономических агентов.